# Общество Святого Франциска
«Общество Святого Франциска» (англ. Society of Saint Francis) — монашеский орден в англиканской церкви. Основан в 1905 году.
Общество Святого Франциска включает: Братья Первого Ордена; Сёстры Первого Ордена; Сёстры Второго Ордена; Братья и сестры Третьего Ордена.
Собственно Братьев Первого Ордена и называют Обществом Святого Франциска (SSF); Сестёр Первого Ордена называют Сообществом Святого Франциска (CSF); Сестёр Второго Ордена называют Сообществом Святой Клары (Клэр) (OSC); Братьев и Сестёр Третьего Ордена называют Третьим Орденом Общества Святого Франциска (TSSF).

## История
Во время Реформации все монашеские ордена, включая Францисканский, были высланы из Великобритании. Только в середине XIX века были открыты первые женские монастыри в Англиканской церкви, в ответ на общественные потребности времени, когда наблюдалось возрождение интереса к Франциску Ассизскому и католическому прошлому Англии. Сообщество (CSF) было основано в 1905 году сестрами, живущими в бедности и работающими в Ист-Энде, Лондон.
Вскоре после Первой мировой войны Преподобный Дуглас Доунс (Downes), из Оксфордского университета, и несколько его друзей стали выражать беспокойство о жертвах экономической депрессии, фактически, выходя на большие дороги и разделяя жизнь бездомных мужчин и мальчиков, ища работу бродя от города до города. В 1921 году Дорсетский землевладелец Лорд Сэндвич (Lord Sandwich) предложил им маленькую ферму (теперь монастырь Hilfield Friary Архивная копия от 24 сентября 2010 на Wayback Machine), где группа друзей была в состоянии дать приют опустошенным странникам и другим нуждающимся в помощи.
В 1934 году другая небольшая группа (во главе с отцом Алджи), у которого была более ясная идея сформировать религиозный монашеский орден, присоединилась к брату Дугласу (как он стал себя называть). Постепенно небольшое сообщество приняло определённую форму, моделируя себя более сознательно на традиции францисканских молитв и на работе с бедными. Это стало уже похожим на религиозный монашеский орден в формальном смысле, с монашеской одеждой, часовней, и регулярным служением. Общество Святого Франциска возникло в 1936 году, и Второй орден в 1950 году с учреждением Сообщества святой Клары в деревне Фриланд, около Уитни.
Позже установились центры в других местах и в начале Второй мировой войны, уже были дома в южном Лондоне и Кембридже. После войны другие центры были открыты в Великобритании. Появились Учреждения за границей, и у Общества теперь есть мужские монастыри в США, Бразилии, Австралии, Новой Зеландии, Папуа — Новой Гвинеи, и на Соломоновых Островах. Другие сообщества были созданы в Германии, Италии, Африке и Вест-Индии.
The Daily Office, литургическая книга SSF, был среди первых, в которой была полностью обновлена Common Worship , которая использовалась в более широкой англиканской общине. При этом стала моделью для Утренней молитвы и Вечерней молитвы для Common Worship.
Третий орден
Общество имеет третий орден (терциариев), это люди которые приняли клятвы и являются последователями Правила Францисканцев, но обычно не живут вместе в общине.